# Nikolai Wladimirowitsch Tichonow
Nikolai Wladimirowitsch Tichonow (russisch Николай Владимирович Тихонов; * 23. Mai 1982 in Nowomoskowsk, Oblast Tula, Russische SFSR) ist ein ehemaliger russischer Kosmonaut, der mehrmals zu einem Raumflug nominiert wurde, aber nie ins All flog.

## Tätigkeit als Kosmonaut
Am 11. Oktober 2006 wurde er als Kandidat des Kosmonautentrainingszentrums ausgewählt, seine Kosmonautengrundausbildung schloss er am 9. Juni 2009 mit Auszeichnung ab. Danach befand er sich im Training für einen Langzeitaufenthalt auf der Internationalen Raumstation. Er war der Ersatzmann für Andrei Borissenko beim Flug Sojus MS-02 als Bordingenieur der Mission zur ISS.
Tichonow war als Bordingenieur der ISS-Expeditionen 51 und 52 im Jahr 2017 vorgesehen. Seine Mission wurde von Roskosmos gestrichen, um Einsparungen im ISS-Betrieb zu erreichen.
Tichonows Mission als Bordingenieur der Expeditionen 57 und 58 (2018/2019) wurde abermals gestrichen. Grund sollen weitere Verzögerungen beim geplanten Start des russischen Forschungsmoduls Naúka gewesen sein. Stattdessen wurde er als Bordingenieur für die Expedition 63 ab Frühjahr 2020 eingeteilt. Auch dieser Einsatz wurde wieder abgesagt, nachdem Tichonow sich am Auge verletzt hatte. Roskosmos hoffte, dass er stattdessen mit Sojus MS-17 im Oktober 2020 zur ISS fliegen könnte, jedoch erhielt er für diese Mission ebenfalls keine medizinische Freigabe.
Aufgrund von neuen medizinischen Daten verließ Tichonow das Kosmonautenkorps am 31. Juli 2020, ohne ins All geflogen zu sein.

## Privates
Nikolai Tichonow ist verheiratet und hat zwei Kinder.